# Erioptera (Erioptera) cacuminis
Erioptera (Erioptera) cacuminis is een tweevleugelige uit de familie steltmuggen (Limoniidae). De soort komt voor in het Oriëntaals gebied.